# اكزناية
 اكزناية (بالإنجليزية: Gzennaya)‏ مدينة مغربية صغيرة تقع في شمال المغرب بضواحي مدينة طنجة على بعد 10 كيلومترات عنها وعلى بعد كيلومترات قليلة من البحر الأبيض المتوسط ، المحيط الأطلسي ، و مطار طنجة ابن بطوطة الدولي تابعة لعمالة طنجة أصيلة ضمن جهة طنجة تطوان الحسيمة . و تضم هذه المدينة 4.953 نسمة حسب توقعات سنة 2013 .

## التسمية
تعود تسمية اگزناية إلى القبيلة الريفية اگزناية أو ايزناين والتي يقع مجال نفوذها شمال إقليم تازة و التي هاجر بعض أبنائها ضمن جند السلطان إسماعيل بن علي الشريف العلوي سنة 1684 أثناء اكتساحه المنطقة . و تنتمي المدينة ترابيا إلى قبيلة الفحص التي تتكون كذالك من مدينة طنجة ومجموعة من القرى المحيطة بها .

## الجغرافيا
حتى سنة 2009 كانت اكزناية قرية ضمن مجموعة القرى التابعة للجماعة القروية بوخالف و تقع شمال الجماعة وتحدها شمالا مدينة طنجة و جنوبا بوخالف و تقع المدينة على ارتفاع 117 متر عن سطح البحر .

## التاريخ
تشكلت مدينة اكزناية خلال القرن الخامس عشر على شكل تجمع من قرى المهاجرين الأندلسيين القادمين من مدن جنوب الأندلس من مناطق مرينة وجبل طارق وقادس و الجزيرة الخضراء . و هذه القرى هي : قلاعة - دشر غلمان - مرينة - كريوز والدير . و قد عرف هذا التجمع بقرى دشر غلمان نسبة للقرية الأكبر حجما .
سنة 1684 اكتسح السلطان إسماعيل بن علي الشريف العلوي فحص طنجة محضرا معه الآلاف من المستوطنين الجدد فقام حينئذ بإقطاع قرية قلاعة لقبيلة قلعية (اگلعيين) الريفية وباقي قرى دشر غلمان إلى قبيلة (اگزناية) التي قامت بالتوسع بين هذه القرى لتشملها جميعا جاعلة منها قرية كبرى .
خلال العهد الدولي (1923-1956) كانت مدينة اكزناية جزءا من منطقة طنجة الدولية . و قد كانت المنطقة مكانا مفضلا للمستوطنين الفرنسيين حيث انتقل إليها العديد من الأسر الفرنسية التي فضلت السكن خارج طنجة.

## الاقتصاد
تعتبر مدينة اكزناية مدينة صناعية بامتياز، حيث تعد إحدى أهم الأقطاب الصناعية بشمال المغرب . فمدينة اكزناية تضم منطقة صناعية على مساحة 130 هكتار تتوفر على 463 وحدة صناعية  تتوزع على عدة مهام على النحو التالي :
| القطاع                           | عدد الوحدات | عدد العمال |
| -------------------------------- | ----------- | ---------- |
| صناعة النسيج والجلد              | 284         | 14.780     |
| الصناعات الغذائية                | 47          | 3.563      |
| صناعة الخشب                      | 9           | 712        |
| صناعة الصباغة                    | 14          | 1.120      |
| صناعة مواد البناء                | 11          | 996        |
| صناعة ميكانيكية (ألياف السيارات) | 28          | 2.432      |
| صناعة كهربائية وإلكترونية        | 48          | 3.795      |
| صناعة كيماوية                    | 30          | 3.229      |
| صناعة الإشهار                    | 18          | 1.296      |
| قطاعات أخرى                      | 10          | 2026       |
| المجموع                          | 463         | 30.154     |

## الديموغرافيا
أواخر القرن التاسع عشر كان تعداد سكان المدينة لا يتعدى 400 نسمة حسب الإحصاء الذي قدمه كتاب طنجة ومنطقتها . و قد قفز هذا العدد إلى 1.967 سنة 1994 ثم 3.183 نسمة سنة 2004 و قد وصل هذا العدد إلى 4.953 نسمة سنة 2013 . و من الملاحظ أنه بالرغم من المكانة الاقتصادية للمدينة إلى أنها لم تصبح بعد مركزا مهما لاستقطاب المهاجرين . فمعظم العاملين داخل منطقتها الصناعية يقطنون مدينة طنجة المحاذية لها . و حتى اليوم يشكل المهاجرون من خارج منطقة الفحص : 10 بالمئة من السكان 75 بالمئة منهم من منطقة الريف الشرقي.

## الثقافة

### الدين
كل سكان المدينة هم من المسلمين السنة المالكية . مع تشبع كبير بالطرق الصوفية وخصوصا الطريقتين الوزانية والعجيبية . و يتواجد بالمدينة أربعة مساجد .

### التعليم
أمام النمو الديمغرافي المتسارع الذي تعرفه الجماعة الحضرية لاكزناية بكونها قطب اقتصادي رائد. استقطبت الجماعة الكثير من اليد العاملة التي استقرت بالجماعة ما دعا إلى توفير بنية تحتية كافية لتزايد المتعلمين لذلك اليوم تتوفر الجماعة على 4 مدارس ابتدائية وملحقتين، واعداديتين وملحقة واحدة، وثانوية تأهيلية واحدة.